# Pinsot
Pinsot – miejscowość i dawna gmina we Francji, w regionie Owernia-Rodan-Alpy, w departamencie Isère. W 2013 roku populacja ówczesnej gminy wynosiła 204 mieszkańców. 
W dniu 1 stycznia 2019 roku z połączenia dwóch ówczesnych gmin – La Ferrière oraz Pinsot – powstała nowa gmina Le Haut-Bréda. Siedzibą gminy została miejscowość La Ferrière. 